# Naturraumdargebot
Naturraumdargebot ist ein Begriff der deutschsprachigen Landschaftsökologie bzw. Geographie, der alle natürlichen Ressourcen fasst, welche in einem bestimmten Naturraum grundsätzlich angeboten werden. Dabei wird nicht betrachtet, wie dieses Angebot genutzt werden kann.

## Abgrenzung zu ähnlichen Begriffen
Der Begriff ist „verwandt“ mit der so genannten Naturraumausstattung. Diese bezieht sich jedoch rein auf die Feststellung von Geofaktoren, ohne dass diese natürliche Ressourcen sein müssen.
Vom Naturraumpotential spricht man in der Landschaftsökologie, wenn das Naturraumdargebot hinsichtlich einer potentiellen Nutzung betrachtet wird. Dabei ist es nicht wichtig, ob dieses Potential dann wirklich genutzt wird. Weiterhin wird hinterfragt, wie leistungsfähig das Angebot ist. Ein Naturraum kann hinterfragt werden zum Beispiel danach:
- wie leistungsfähig er für Land- und Forstwirtschaft ist.
- wie er sich für Freizeit- und Erholung eignet.
- wie er sich für die Bebauung eignet.

Im Wesentlichen wird also danach gefragt, inwieweit ein Raum dazu in der Lage ist ökonomische (Landwirtschaft, Industrie), soziale (Wohnen, Erholen) und ökologische Funktionen zu übernehmen.
Von Naturressourcen spricht man innerhalb des deutschsprachig-landschaftsökologischen Theorierahmens dann, wenn ein bestimmter Teil des Naturraumpotentials wirtschaftlich genutzt wird oder geplant ist, dieses zu nutzen. Im allgemeinen wissenschaftlichen Sprachgebrauch hat sich der weniger voraussetzungsvolle Begriff der natürlichen Ressource durchgesetzt.